# 朱之玉
朱之玉（1618年1月3日—17世紀），字席珍，號荊公，山東兗州府魚臺縣人，清朝政治人物。

## 生平
朱之玉父親早逝，由母親解氏養育，自小讀書聰明過人，成長後知道母親苦節，更是孝順侍奉，曾遇上流寇，刀刃已幾乎貼近頸部，都因他的孝名獲免；入清後他在順治二年（1645年）中舉人，三年（1646年）聯捷進士，在刑部觀政時自陳母親節孝之苦，朝廷特旨給銀建牌坊，後獲授直隸永寧知縣，改任藍山知縣，兩任都以孝友治民，母親逝世後辭官不再出仕，九年（1652年）曾重修縣志。

## 家族
曾祖朱祿，武清知縣；祖父朱守芳，壽官；父朱從禹，儒士。

## 引用
1. 1 2  光緒《魚臺縣志·卷三》：朱之玉 字席珍，號荊公，父從禹早沒，母解氏勵節育之，髫年讀書聰穎過人，稍長知母苦節孝事愈謹，數遭流寇之變，刃加於頸以孝名得免，迨成進士觀政刑部，即伏闕具疏自陳母節，情辭懇摯，即日奉特旨給銀建坊，後知永寧，調藍山皆木孝友以治民，母卒遂不復仕，順治九年修舊志。
2. ↑  光緒《魚臺縣志·卷二》：國朝……進士 順治丙戌 朱之玉 官藍山知縣，有傳……舉人 順治乙酉……朱之玉
3. 1 2  《順治三年丙戌科進士三代履歷》：朱之玉，曾祖祿，武清知縣；祖守芳，壽官；父從禹，儒士。荊公，詩一房，丁巳十二月初七日生，魚台人，乙酉五十六名，會試三百五十一名，三甲一百二十八名，刑部觀政，授北直永寧知縣，丁亥調湖廣藍山知縣。